# Catarse

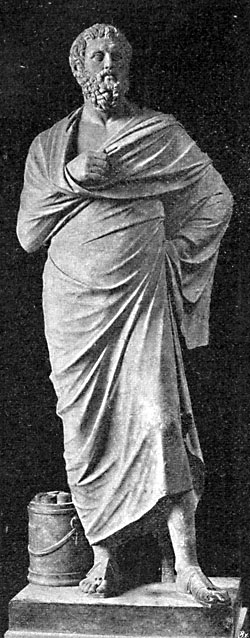
Estátua de Sófocles, autor de Édipo Rei.

Catarse (do grego κάθαρσις, kátharsis, "purificação", derivado de καϑαίρω, "purificar") é uma palavra utilizada em diversos contextos, como a tragédia, a medicina ou a psicanálise. Significa "purificação", "evacuação" ou "purgação". Segundo Aristóteles, a catarse refere-se à purificação das almas por meio de uma descarga emocional provocada por um trauma.
Ou seja, é preciso que o herói trágico passe da "felicidade" para a "infelicidade" para que o espectador possa atingir a catarse. Por exemplo: Édipo Rei começa a história como rei de Tebas e, no fim, se cega e se exila. Ou a tragédia Romeu e Julieta, de Shakespeare, na qual os dois protagonistas fazem parte da elite da cidade e são mortos pelo seu amor proibido.

## Na psicanálise
Sob a óptica da psicanálise, catarse é o experimentar da liberdade em relação a alguma situação opressora, tanto as psicológicas quanto as cotidianas, através de uma resolução que se apresente de forma eficaz o suficiente para que tal ocorra.
Por ser um conceito relativo, é difícil estabelecer uma média de frequência de processos catárticos. Por exemplo, há relatos de pessoas que, após andarem sobre brasas, afirmam ter experimentado uma liberdade e confiança em termos catárticos. Entretanto, após algum tempo, quando todos os processos hormonais envolvidos nessa sensação se normalizam, estas pessoas se veem diante da mesma situação anterior à tal experiência.
Para que uma pessoa experimente catarse em relação a um conflito, é necessário que uma oportunidade de resolução apresente-se (seja através de terapia ou não), a "disponibilidade" da pessoa em aceitar tal resolução esteja compatível com a possibilidade de tal resolução se transformar em catarse, a qualidade de tal resolução ser suficiente diante da opressão que a pessoa sente, e outros fatores pessoais, culturais e ambientais (ou seja, se é possível, dentro da realidade que circunda a vida da pessoa, de se manter a resolução).
Há conflitos e conflitos. Dependendo da profundidade, da qualidade e quantidade de "camadas" que o conflito apresente, alguns processos catárticos serão suficientes; em outras ocasiões "enfraquecerão" parte do que mantém tal conflito, permitindo que outras formas de intervenção atuem de maneira mais eficaz.

## Na arte
No cinema, ao assistir a uma cena, ou mesmo no final de um filme que provoque "descargas de sentidos e emoções" por exemplo, pode ser verificado a catarse ocorrer em algumas pessoas. Também, no teatro, diante de uma obra de arte, durante uma audição musical, em programas de auditório com forte apelo emocional etc.

## Na religião
Uma das formas de detectar a catarse (coletiva ou individual) é a observação de várias formas de ritos religiosos, pregações, crenças, ou seja, em diferentes tipos de movimentos religiosos. Observa-se o choro profundo, alegria em excesso, deslumbramento, etc.